# Richmond Hill (Geòrgia)
Richmond Hill és una població dels Estats Units a l'estat de Geòrgia. Segons el cens del 2000 tenia 6.959 habitants.

## Demografia
Segons el cens del 2000, Richmond Hill tenia 6.959 habitants, 2.433 habitatges, i 1.883 famílies. La densitat de població era de 265,0 habitants/km².
Dels 2.433 habitatges en un 51% hi vivien nens de menys de 18 anys, en un 58,7% hi vivien parelles casades, en un 14,7% dones solteres, i en un 22,6% no eren unitats familiars. En el 19,2% dels habitatges hi vivien persones soles el 6,5% de les quals corresponia a persones de 65 anys o més que vivien soles. El nombre mitjà de persones vivint en cada habitatge era de 2,83 i el nombre mitjà de persones que vivien en cada família era de 3,24.
Per edats la població es repartia de la següent manera: un 34% tenia menys de 18 anys, un 8,9% entre 18 i 24, un 36,1% entre 25 i 44, un 14,2% de 45 a 60 i un 6,8% 65 anys o més.
L'edat mediana era de 29 anys. Per cada 100 dones de 18 o més anys hi havia 85,5 homes.
La renda mediana per habitatge era de 47.061 $ i la renda mediana per família de 54.457 $. Els homes tenien una renda mediana de 36.823 $ mentre que les dones 25.810 $. La renda per capita de la població era de 18.891 $. Entorn del 9,8% de les famílies i el 10,3% de la població estaven per davall del llindar de pobresa.

## Poblacions més properes
El següent diagrama mostra les poblacions més properes.